# 浮花橋
浮花橋（うきはなばし）は、埼玉県八潮市浮塚と東京都足立区南花畑の間を流れる綾瀬川に架かる埼玉県道・東京都道102号平方東京線の道路橋である。

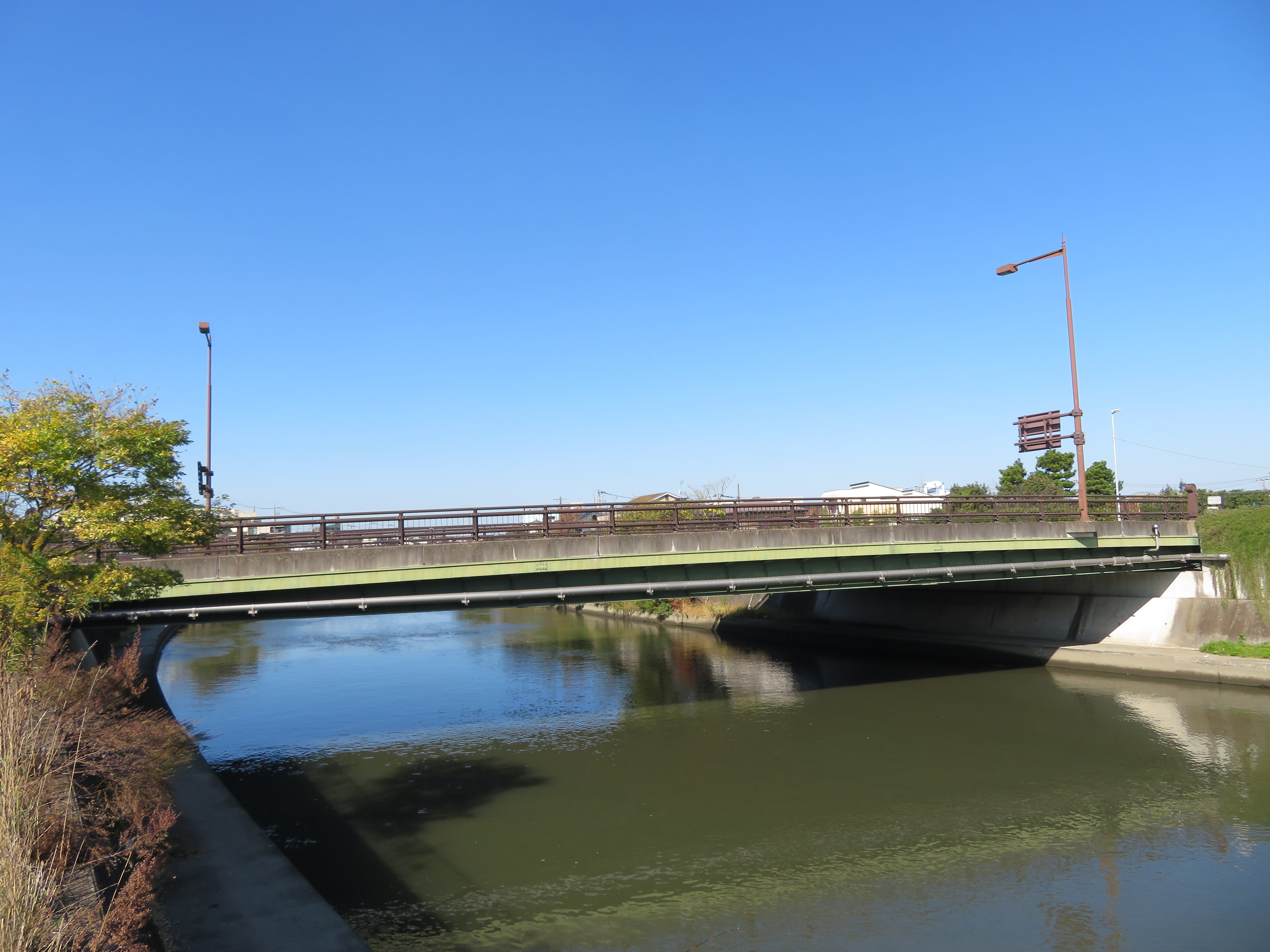
浮花橋

## 概要
本橋の上流に架かる桑袋大橋と下流に架かる内匠橋周辺の渋滞緩和と、首都圏新都市鉄道つくばエクスプレスの整備に合わせた八潮駅および六町駅周辺のアクセス強化を目的とした都市計画道路西新二号線の一部として2001年（平成13年）に架橋され、2004年（平成16年）3月26日に開通した。

## 橋の諸元
- 道路区分：一般県道（埼玉県道・東京都道102号平方東京線）
- 橋長：40.5 m
- 有効幅員：20.0 m（車道11.0 m、歩道4.5 m×2）
- 支間割：39.6 m
- 形式：上路式単純鋼鈑桁橋
- 完成：2001年（平成13年）[1]
- 開通：2004年（平成16年）3月26日[2]
- 管理者：埼玉県（担当事務所：埼玉県越谷県土整備事務所）
- 車道：3車線（埼玉方面側1車線、東京方面側2車線）

## 周辺
- 都営南花畑第3アパート
- 足立区立花畑小学校
- 足立区立花保中学校

## その他
テレビアニメ『クレヨンしんちゃん』の「しんちゃん対シン・ゴジラだゾ」の回に当橋が登場し、ゴジラに破壊されるシーンが放映された。

## 隣の橋
- 綾瀬川

（上流） - 東京ガス綾瀬川橋梁  - 桑袋大橋 - 浮花橋 - 内匠橋 - 六町加平橋 - （下流）